# I guardiani della notte (romanzo Jorge Amado)
I guardiani della notte è un romanzo dello scrittore brasiliano Jorge Amado pubblicato nel 1964 . La storia si svolge a Salvador de Bahia. I guardiani della notte, scritto tra il 1963 e il 1964, riunisce tre diverse narrazioni, in cui gli stessi personaggi si muovono indipendentemente e le storie possono essere lette indipendentemente. Pittoresche sono le vecchie strade ripide (ladeiras) di Salvador, il porto, il Candomblé, i terreiros e la Capoeira, dove i personaggi ed esistenze si intersecano con la gioia e l'ansia della vita. Sono creature della notte di Bahia, incustodite, sincere e piene di passione e vitalità.